# 藤野涼子
藤野 涼子（ふじの りょうこ、2000年〈平成12年〉2月2日 - ）は、日本の女優。本名非公開。
神奈川県出身。アンカー所属。
2015年公開（2014年制作）の映画『ソロモンの偽証』で主演デビューした。芸名は同映画で演じた役名と同じである。

## 略歴
2000年、神奈川県に生まれ一人っ子として育つ。
テレビ好きの父親の影響で芸能活動に興味を持ち、2011年10月、「テレビに出たかった」という理由で芸能事務所に所属する。
2014年、公立中学校在学中14歳の時、宮部みゆきのミステリー大作を原作とし、松竹による前後編2部作として製作された成島出監督の映画『ソロモンの偽証』にて、メインキャストとなる中学生役に応募し、「日本映画最大規模」とされた半年間のオーディションに参加した約1万人の中から主人公の藤野涼子役に抜擢された。当時はテアトルアカデミー所属で、デビュー時点で藤野は演技経験がほとんどなく、出演経験があるのはエキストラのみでオーディションもわずか3度目であった。主演発表にあたって、映画のプロデューサーと監督から役名と同じ名でデビューしてはというアイデアが出され、原作小説の生みの親である宮部からも「二つ返事」でOKを受けてこの名を芸名とした。
2016年、映画『ソロモンの偽証』での演技が評価され、第39回日本アカデミー賞新人俳優賞など多数の新人賞を受賞。
同年、テアトルアカデミーからケイファクトリーへ移籍。
2017年、福岡発地域ドラマ『たからのとき』（NHK）でテレビドラマ初出演。同年5月、『ひよっこ』で主人公の同僚役を演じ、NHK連続テレビ小説初出演。
2018年3月1日、高校を卒業。進学はせず女優業に専念する。
同年12月15日公開（2016年制作）の映画『輪違屋糸里 京女たちの幕末』で主演を務め、時代劇に初挑戦。
2019年、『腐女子、うっかりゲイに告る。』（NHK）にオーディションを経て、ゲイの同級生に恋をする腐女子の高校生・三浦紗枝役で出演。同作の内容が話題を呼び、同年6月度のギャラクシー賞月間賞を受賞。また、自身もリアリティのある演技が評価され、コンフィデンスアワード・ドラマ賞助演女優賞を受賞する。
同年11月、二兎社『私たちは何も知らない』で初舞台を踏む。
2021年、『青天を衝け』でNHK大河ドラマ初出演。主人公・渋沢栄一の妹・てい役を演じた。
2024年3月31日、ケイファクトリーとの専属契約が満了。同年4月1日、アンカーに移籍。

## 人物
趣味は読書、映画観賞、編み物で、お笑いや寺巡りも好む。
好きな俳優は西島秀俊、香川照之、ジョニー・デップで、映画女優としての目標・憧れの女優は吉永小百合、オードリー・ヘプバーン。
好きなタレントはイモトアヤコ。2015年、映画『ソロモンの偽証』のスポットCMにイモトが出演した際、スタッフの計らいで対面を果たした。それを受けて藤野が号泣する一幕もあった。
高校時代は、神奈川県の公立高校でダンス部に所属していた。

### 嗜好
好きな漫画は『俺物語!!』、『SKET DANCE』、『ハイキュー!!』。
時代劇が好きで、小学生のころは『水戸黄門』を好んで見ていたという。

### 芸能活動
幼いころから芸能界に興味を持ち、七夕の短冊には「アイドルになりたい」、「タレントさんになりたい」と綴っていた。
女優を志したきっかけは、映画『シザーハンズ』。

## 受賞歴

### 映画（受賞歴）
- 2015年度
  - 第40回報知映画賞 新人賞（『ソロモンの偽証』）[6]
  - 第37回ヨコハマ映画祭 最優秀新人賞（『ソロモンの偽証』）[55]
  - 第39回日本アカデミー賞 新人俳優賞（『ソロモンの偽証』）[12]
  - 第70回毎日映画コンクール スポニチグランプリ新人賞（『ソロモンの偽証』）[56]
  - 第11回おおさかシネマフェスティバル 新人女優賞（『ソロモンの偽証』）[57]
  - 第25回日本映画批評家大賞 新人女優賞（小森和子賞）（『ソロモンの偽証』）[58]

### ドラマ
- 2019年度
  - 第16回コンフィデンスアワード・ドラマ賞 助演女優賞（『腐女子、うっかりゲイに告る。』）[37]

### その他
- 2017年度
  - 万年筆ベストコーディネイト賞2017 次世代部門[59]

## 出演
主演作品は太字で記載。

### 映画
- ソロモンの偽証 - 主演・藤野涼子 役[2]
  - 前篇・事件（2015年3月7日）
  - 後篇・裁判（2015年4月11日）
- クリーピー 偽りの隣人（2016年6月18日） - 西野澪 役[60][61]
- 輪違屋糸里 京女たちの幕末（2018年12月15日） - 主演・天神糸里 役[24]
- 影踏み（2019年11月15日[注 1]） - 安西久子（高校生） 役[63]

### テレビドラマ
- 福岡発地域ドラマ「たからのとき」（2017年1月27日、NHK福岡 / 5月17日、NHK BSプレミアム） - 室井みのり 役[64]
- 連続テレビ小説 ひよっこ 第25話 - 最終話（2017年5月1日 - 9月30日、NHK総合） - 兼平豊子 役[16]
  - ひよっこ2（2019年3月25日 - 28日、NHK総合）
- 橋ものがたり 小さな橋で（2017年9月18日、BSスカパー!・時代劇専門チャンネル） - おりょう 役[65][66]
- 家康、江戸を建てる 前編「水を制す」（2019年1月2日、NHK総合） - 絹 役[67]
- 名古屋行き最終列車2019 第9話（2019年3月20日、メ～テレ） - 主演・岸井波那 役[68]
- 腐女子、うっかりゲイに告る。（2019年4月20日 - 6月8日、NHK総合） - ヒロイン・三浦紗枝 役[30]
- ベビーシッター・ギン! 第3話（2019年7月14日、NHK BSプレミアム） - 相沢サトミ 役
- ほんとにあった怖い話 20周年スペシャル 「汲怨のまなざし」（2019年10月12日、フジテレビ） - 真鍋ちづる 役[69]
- 日暮里チャーリーズ（2020年8月2日 - 30日、ABCテレビ） - 望月美恵 役[70]
- 竹内涼真の撮休 第2話（2020年11月14日、WOWOW） - 麻沙美 役[71]
- ミヤコが京都にやって来た!（2021年1月11日 - 2月14日、ABCテレビ） - 宮野京 役[72][73][74]
  - ミヤコが京都にやって来た!〜ふたりの夏〜（2022年10月1日 - 3日、ABCテレビ）[75]
- エアガール（2021年3月20日、テレビ朝日） - 伊原雅美 役[76]
- 大河ドラマ 青天を衝け 第7回 - 第38回（2021年3月28日 - 12月5日、NHK総合） - 渋沢てい 役[42][43]
- 白い濁流（2021年8月22日 - 10月10日、NHK BSプレミアム） - 好並（北野）葉子 役
- メンタル強め美女白川さん（2022年4月7日 - 6月23日、テレビ東京） - 谷口さくら 役[77]
- 警視庁・捜査一課長 season6 第8話（2022年6月2日、テレビ朝日） - 尾山田すずめ 役[78]
- あの胸が岬のように遠かった〜河野裕子と生きた青春〜（2022年6月6日[注 2]、NHK BSプレミアム・BS4K） - 主演・河野裕子 役[注 3][80]
- 善人長屋 第2話（2022年7月15日、NHK BSプレミアム・BS4K） - お貞 役[81]
- 早朝始発の殺風景 第1話・第5話・最終話（2022年11月4日・12月2日・9日、WOWOW） - 草間 役[82]
- NHKスペシャル「テレビとはあついものなり〜放送70年TV創世記〜」（2023年3月21日、NHK総合） - 後藤美代子 役 / ナレーション兼任[83]
- 育休刑事 第2話（2023年4月25日、NHK総合・BS4K） - 深野愛美 役[84]
- ノッキンオン・ロックドドア 第3話 - 第5話（2023年8月12日 - 26日、テレビ朝日） - 高橋優花 / 潮路岬 役（1人2役）[85]
- グレイトギフト（2024年1月18日 - 3月14日、テレビ朝日） - 藤巻あかり 役[86]
- 鬼平犯科帳 でくの十蔵（2024年6月8日、時代劇専門チャンネル） - おふじ 役[87]
  - 鬼平犯科帳 SEASON1 血頭の丹兵衛（2024年7月6日、時代劇専門チャンネル）
- D&D 〜医者と刑事の捜査線〜 第6話（2024年11月22日、テレビ東京） - 日浦塔子 役[88]

### 配信ドラマ
- 深夜食堂 -Tokyo Stories Season2- 第7話（2019年10月31日、Netflix） - ハルナ 役[89]
- モアザンワーズ/More Than Words（2022年9月16日、Amazon Prime Video） - 主演・高木美枝子 役[90][91]
- 七夕の国（2024年7月4日 - 8月8日、ディズニープラススター） - 東丸幸子 役[92]

### 舞台
- 二兎社「私たちは何も知らない」（2019年11月24日、富士見市民文化会館 キラリ☆ふじみ / 11月29日 - 12月22日、東京芸術劇場シアターウエスト / 12月28日 - 2020年2月9日、地方） - 伊藤野枝 役[38]
- 佐渡島他吉の生涯（2020年5月13日 - 6月7日、PARCO劇場 / 6月25日 - 28日、NHK大阪ホール） - 君枝 役[93][注 4]
- 音楽朗読劇「愛しいクレアへ -冷蔵庫のうえの人生-」（2020年9月26日・27日、兵庫県立芸術文化センター 阪急中ホール） - クレア 役[95]
- リーディングシネマ「ちいさなちいさな王様」（2021年3月14日） - 主演・僕 役[96][注 5]
- ジュリアス・シーザー（2021年10月10日 - 31日、PARCO劇場 / 11月3日 - 28日、地方） - ポーシャ（英語版） / オクテイヴィアス / 市民 役[97]
- 私の一ヶ月（2022年11月2日 - 20日、新国立劇場 小劇場） - 高橋明結 役[98]
- ロミオとジュリエット（2023年9月13日 - 24日、有楽町よみうりホール / 9月30日 - 10月29日、地方） - ヒロイン・ジュリエット 役[99][100]
- 『GOOD』-善き人-（2024年4月6日 - 21日、世田谷パブリックシアター / 4月27日・28日、兵庫県立芸術文化センター 阪急中ホール） - アン 役[101]
- 木ノ下歌舞伎「三人吉三廓初買」（2024年9月15日 - 29日、東京芸術劇場プレイハウス / 10月5日 - 20日、地方） - 一重 / おはぜ / 鬼四 役[102]
- 浪人街（2025年2月20日 - 3月16日、新橋演舞場 / 3月21日 - 28日、御園座 / 4月2日 - 10日、南座） - おぶん 役[103]
- 松竹創業130周年「スイートホーム ビターホーム」（2025年12月6日 - 14日〈予定〉、大阪松竹座 / 12月20日〈予定〉、北國新聞赤羽ホール / 12月26日 - 29日〈予定〉、シアターH） - 弓川夏葉 役[104]

### ナレーション
- BS1スペシャル「難民110万人 ドイツの攻防〜受け入れ支持vs反対の闘い」（2017年6月29日、NHK BS1）[105]

### ラジオドラマ
- FMシアター（NHK-FM）
  - 幸せのからくり（2023年2月18日） - 主演・中村くるみ 役[106]
  - ふたりのソナタ（2024年2月3日） - 花菜 役[107]

### CM
- トヨタ自動車「プリウスPHV」（2017年3月 - ）
- 全国信用組合中央協会（2018年4月 - 2020年3月）[108]
- 大和証券グループ本社「CONNECT」（2021年2月 - ）
- エクスペディア（2022年2月 - ）
- 日本マクドナルド「月見ファミリー」（2022年[109]・2023年[110]） - 美月 役
- KDDI トビラ「スマート漁業」篇（2023年3月 - ） - 児島優香 役
- 王将フードサービス「餃子の王将」（2024年3月 - ）[111]
- クリエイティブリンク（2025年3月 - ）[112]

### 広告
- 神奈川県統一地方選挙（2019年）[113]

### ミュージック・ビデオ
- iri「染」（2022年9月14日）[114]
- ほのかりん「春が来るわ」（2023年2月1日）[115]